# Guillaume Mazuel
Guillaume Mazuel (* 1541; † 1590) war ein französischer Instrumentalmusiker des Barock. Guillaume Mazuel war Mitglied der französischen barocken Musikerfamilie Mazuel.
Guillaume Mazuel gilt mit seinem Bruder Adrien als Begründer der Pariser barocken Musikerdynastie Mazuel. Guillaumes Vater war der Koch Jean Mazuel, sein Sohn der Komponist Jean Mazuel (Vater) (1568–1616). Geburts- und Sterbeort von Guillaume Mazuel sind nicht bekannt.
Guillaume Mazuel gehörte gemeinsam mit seinem Bruder Adrien 1560 einer Vereinigung von Orchestermusikern an. Ab 1587 war er für 12 Jahre Mitglied eines weiteren Orchesterensembles. 1574 präsidierte er die französische Communauté des joueurs d’instruments.